# Marchia Hiszpańska

Marchia Hiszpańska na początku IX wieku

Marchia Hiszpańska (zwana czasem Gocją), hipotetyczna marchia utworzona w 795 roku w celu ochrony południowych granic państwa Franków przed Arabami. Do jej powstania przyczyniła się porażka armii frankijskiej 778 i najazd arabski na Narbonnę w 793. Jej stolicą była Barcelona.

## Kontekst geograficzny
Ludność Marchii była różnorodna, zawierała górskie grupy autochtoniczne, Iberów, Hiszpano-Rzymian, Baskonów, Celtów, Berberów, Żydów, Arabów i Wizygotów, którzy zostali podbici lub sprzymierzyli się z Arabami lub Frankami. Niektórzy wodzowie i niektóre osady zyskały autonomię i ogłosiły niezależność. Obszar i jego zróżnicowanie etniczne zmieniały się w zależności od polityki imperiów ościennych i ambicji feudalnych hrabiów i walich wybranych do rządzenia poszczególnymi rejonami (comarcas). Można tu wziąć za przykład przypadek Alcañiz, odzyskanego spod panowania muzułmańskiego przez Alfonsa I Walecznego w 1119, pięć lat później, król scedował ten obszar braciom Fruela y Pelayo, jako punkt obronny, który przechodził z rąk do rąk. Trzydzieści lat później w 1157 Ramón Berenguer IV, książę Aragonii odzyskał Alcañiz powiększając swój stan posiadania, aby stawić czoła muzułmańskiemu zagrożeniu, jednak przegrał tę fazę rekonkwisty, dopiero jego syn Alfons II Aragoński dokończył dzieło ojca. Często terytoria zmieniały właściciela, nie w wyniku wojen, ale za rekompensatą ekonomiczną.
Region ten był terytorium rdzennym państwa aragońskiego, katalońskiego i nawarskiego. 
Powiaty (comarcas), które w różnym czasie były częścią Marchii: Barcelona, Besalú, Cerdaña, Conflent, Ampurias, Girona, Jacetania (Aragonia), Osona, Pampeluna, Pallars, Peralada, Ribagorza, Rosellón, Sangüesa, Sobrarbe, Urgel i Vallespir.